# Crisostomo Yalung
Crisostomo Ayson Yalung (ur. 3 grudnia 1953 w Angeles) – filipiński duchowny rzymskokatolicki, w latach 2001-2002 biskup Antipolo.

## Życiorys
Święcenia kapłańskie przyjął 23 czerwca 1979. 25 marca 1994 został mianowany biskupem pomocniczym Manili ze stolicą tytularną Ficus. Sakrę biskupią otrzymał 31 maja 1994. 18 października 2001 został mianowany biskupem Antipolo. 7 grudnia 2002 zrezygnował z urzędu.